# Dansebandet
Dænsebændet (sv.: Dansebandet) är ett norskt dansband från Snertingdal i dåvarande Oppland fylke i Norge. Bandet bildades 1981 av vokalisten Arnstein Tungvåg som tidigare var med i Terry Enghs och Ole Ivars. Bandet vann Spellemannprisen 2002 i klassen "Danseorkester" för albumet Får vi lov?, 2011 i klassen "Danseorkester" for albumet Vi talas! och Spellemannprisen 2014 i klassen "Danseband" for albumet Gøy på landet.

## Medlemmar
Nuvarande medlemmar
- Arnstein Tungvåg – sång (1981–)
- Kay Ronny Brobakken – trummor, percussion (1994–)
- Svein Egil Bjørge – saxofon, bakgrundssång, akustisk gitarr, keyboard, dragspel (2006–)
- Tommy Tungvåg – keyboard, akustisk gitarr, sång (2009–)
- Tommy Stensvold – gitarr, bakgrundssång (2009–)
- Bjørn Aske – basgitarr, bakgrundssång (2009–)

Tidligere medlemmer
- Jon Anders Narum – gitarr, bakgrundssång (2004–2008)
- Tommy Johansen – keyboard, dragspel (2005–2008)
- Hans Olav Trøen – basgitarr (?–2007)
- Odd Jan Haug – saxofon, flöjt, gitarr (?–2006)
- Knut Erling Fjell – keyboard, dragspel, trumpet
- Magne H. Overhalden – gitarr
- Trond Fjell – basgitarr
- Ottar Rønningen – trummor
- Per Erik Pedersen – basgitarr
- Ketil Sveen – gitarr
- Gard Ødegårdstuen – keyboard
- Gaute Frydendahl – gitarr (1991–2002)
- Svein E. Tandsæther – basgitarr
- Svein Morten Haugerud – saxofon, keyboard
- Tom M. Bekkelund – trummor
- Petter Klette – dragspel, durspel

## Diskografi
Studioalbum
- Støvtørkere (Totenschlager Grammofon, 1982)
- Støvtørkere nr. 2 (Totenschlager Grammofon, 1983)
- Støvtørkere nr. 3 (Totenschlager Grammofon, 1984)
- Kom og dans (Norsk Gla' Dans, 1990)
- Kom og dans II (Big Apple, 1992)
- Kom og dans 3 (Eget, 1995)
- Kom og dans 4 (Eget, 1997)
- Julekos (Eget, 1998)
- Gøy på landet (Tylden & Co., 2000)
- Ei gave tæll deg (Tylden & Co., 2001)
- Får vi lov? (Tylden & Co., 2002)
- Gode og gamle (Tylden & Co., 2004)
- Julemoro (Tylden & Co., 2004)
- Den peneste på Dokka (Tylden & Co., 2006)
- Når sammar'n kjæm (Tylden & Co., 2008)
- Modne kjække karer (Tylden & Co., 2009)
- Vi talas! (Tylden & Co., 2011)
- Med sans for dans (Tylden & Co., 2014)

Livealbum
- Livat jubileum (Tylden & Co., 2007)

Samlingsalbum
- Bæst i test (Tylden & Co., 2004)
- 30 år i tjeneste (Tylden & Co., 2012)